# Julien-Joseph Virey
Pour les articles homonymes, voir Virey (homonymie).
Julien-Joseph Virey, né le 21 décembre 1775 à Hortes (actuel village Haute-Amance dans le département de la Haute-Marne) et décédé le 9 mars 1846 à Paris, est un naturaliste, anthropologue et homme politique français.

## Biographie

### Formation
Fils unique, il grandit à Hortes au sein d'une famille de la moyenne bourgeoisie (les Virey sont notaires royaux depuis plusieurs générations). Il dispose d’une bibliothèque assez riche qui nourrit son appétit de savoir. Il est placé au Collège de Langres où il étudie la littérature classique et l'Histoire. C'est dans ce même village qu'il va, au début de la Révolution française, suivre un apprentissage chez un parent apothicaire qui le formera à la chimie, aux sciences physiques et à la pharmacie.

### Carrière

#### Pharmacien
Le 21 juillet 1794 (6 Thermidor an II), Virey est officiellement recruté en tant que pharmacien sous-aide à l'armée du Rhin. Durant cette période, il prend contact avec le très influent Antoine Parmentier (1737-1813), alors inspecteur général des Services de Santé des Armées de terre. Il devient son protégé ce qui eut une grande influence sur sa carrière en tant que savant. Parmentier fait par ailleurs affecter Virey à l'hôpital militaire du Val-de-Grâce à Paris : il commence son service le 29 octobre 1795 (7 Brumaire an IV). Très sérieux dans ses études, Virey parvient à monter en grade au sein de l'hôpital : il devient pharmacien aide-major le 11 avril 1799 (22 Germinal an VII). Cette nomination a été effectuée par Mureau, alors Ministre de la guerre depuis février. Le 29 novembre 1804 (8 Frimaire an XIII), Virey est promu pharmacien en chef par intérim en remplacement de S. J. Bruloy (1752-1831) alors muté au camp militaire de Saint-Omer. Il obtient ce poste grâce à la recommandation du Conseil de Santé (dans lequel siège Parmentier). Le 2 août 1809, lors de l'épisode historique de l'expédition de Walcheren, Virey est commissionné en tant que pharmacien-major pour organiser plusieurs hôpitaux belges. Il est réaffecté au Val-de-Grâce le 24 octobre de la même année après avoir violemment exprimé son mécontentement quant à cette mutation. C'est au cours des années suivantes que lui sera souvent reproché son manque d'investissement dans son travail de pharmacien au profit de sa carrière littéraire. Le 20 juillet 1812, un Commissaire ordonnateur livra un rapport particulièrement critique à l'égard de Virey : "enfermé dans son cabinet, où il ne s’occupe que de la composition et rédaction des ouvrages qu’il donne ou veut donner au public. Il a abandonné le travail de la pharmacie […]. L’hôpital du Val-de-Grâce aurait besoin d’un pharmacien en chef qui, bon praticien, présidât à son laboratoire, surveillât la distribution des médicamens aux époques indiquées par le règlement et ne s’occupât à écrire pour son siècle ou pour la postérité, que dans les momens de repos que laisse un service aussi important". De la publication de ce rapport s'ensuit plusieurs mois de polémiques internes menant à la démission de Virey le 10 août 1813.

#### Député
En 1831, il est élu député de la Haute-Marne (il est réélu en 1834 avant de s’écarter de la vie politique en 1837), attaché au centre gauche libéral, il propose dans sa profession de foi avant les élections: la pairie éligible (mais à vie), et la fin des cumuls. Il est un député plutôt discret et politiquement modéré. Pourtant, il aurait été refusé à une chaire de l’École de Pharmacie parce que jugé « trop libéral. » Il est vrai qu’il ne partage pas l’idéologie réactionnaire de la Restauration sans pour autant être réellement vindicatif.

### Œuvre
Arrivé à Paris, il fréquente les idéologues et la Société des observateurs de l’homme, reprend des études de médecine (il sera docteur en médecine). Il écrit alors très vite son œuvre principale dans le domaine de l’anthropologie (mais l’essentiel de son travail et de ses apports personnels concernent les sciences et techniques pharmaceutiques). Il participe aussi à la réédition des œuvres de Buffon (1707-1788) avec Charles-Nicolas-Sigisbert Sonnini de Manoncourt (1751-1812).
Il est l'auteur de L'Histoire naturelle du genre humain, publié en deux tomes en l'an IX, soit 1800 ou 1801, où il expose des thèses racialistes en tant que naturaliste, y appliquant l'usage taxonomiste de l'époque à l'humanité, espèce qu'il catégorise en races, non sans y intégrer des jugements de valeur. On peut y lire par exemple ceci : (p. 138) « Nous avons partagé le genre humain en cinq ou même six races primordiales » ; (p. 147) « Semblables à Platon, nous devons nous enorgueillir de n'être pas nés parmi les peuples barbares. Ceux-ci ne nous accordent-ils pas unanimement eux-mêmes la supériorité ? », (voir pp. 120 et suivantes).
Pharmacien en chef en 1812, il devient après la Restauration, entre 1815 et 1841, rédacteur au Journal de pharmacie et participe en tant que rédacteur au Dictionnaire de Déterville (le Nouveau dictionnaire d’histoire naturelle), rédige aussi l’essentiel des articles du Dictionnaire des sciences médicales puis enseigne à l’Athénée royal. Il est aussi l’auteur de deux articles pour les Annales Générales de Sciences Physiques de Jean-Baptiste Bory de Saint-Vincent (1778-1846) et participe aussi à l’Encyclopédie Moderne dite de Courtin.
En 1821, il fait paraître un ouvrage intitulé Histoire des mœurs et de l’intérêt des animaux, dans lequel, bien loin de Condillac et surtout en opposition à Descartes, il fait passer « l’âme des bêtes » à « l’intelligence des animaux ». Virey signe aussi, dans le Dictionnaire des sciences médicales, un article jugé important du point vue historique en traitant de psychologie (une entrée qu’on ne retrouve pas dans les autres dictionnaires de l’époque). Travailleur forcené, il passe sa vie dans les bibliothèques et écrit une quantité impressionnante d'ouvrages et d'articles.

### Théories

#### Racisme scientifique
Il contribue à «l'infériorisation des "races" non européennes», celle des Noirs en particulier». Dans son Histoire naturelle du genre humain, il prend appui sur les ouvrages de Blumenbach et de Petrus Camper qu'il reproduit «dans un sens ouvertement raciste», en établissant une corrélation rigide entre le physique et le moral, plus particulièrement entre la masse du cerveau et les différents niveaux d' «intelligence »,. Ainsi il écrit : 

« [L'homme doit] son intelligence [...] à l'étendue de la masse de son cerveau. Celui-ci, plus considérable à proportion que parmi les autres animaux, se rétrécit dans les races inférieures comme chez le nègre, à mesure que leurs mâchoires se prolongent et forment un angle plus aigu, de même que dans les espèces herbivores. »

Il affirme l'existence de deux « espèces humaines », celle des « Blancs » et celle des « Noirs »,. Ses descriptions physiques des Noirs sont animalisantes : : « ce nez épaté, presque confondu avec des lèvres gonflées, épaisses et surtout la supérieure » ; « une figure ignoble presque triangulaire, et allongée comme le museau des singes, avec un nez épaté» ; « des mâchoires, et surtout celle de dessus, allongées en museau » ; les « cheveux laineux » et « le poil en plus petite quantité » ; « la peau grasse et satinée » ; « les jambes déformées et cambrées » ; « des organes extérieurs de reproduction fort volumineux ».
Virey fonde sur une supposée infériorité des Noirs une justification de la colonisation européenne. Ce qu'il appelle les « castes négresses » seraient selon lui « faibles, astucieuses et lâches », aucune « résolution généreuse » ne s'étant élevée « de leur stupide cœur », ce qui légitime que « des hommes plus civilisés les oppriment avec audace ». Il écrit également : « Hommes sans courage, âmes rampantes, ils n'ont eu que des sentiments vulgaires, une intelligence ténébreuse. La branche hottentote, plus automatique, mais toute débonnaire, languit dans une lourde apathie qui la rend eunuque, si l'on peut s'exprimer ainsi, pour un état de perfection». Toutefois il était anti-esclavagiste.

#### Polygénisme
Polygéniste minimaliste, il propose l’existence de deux espèces humaines (la « Blanche » et la « Noire »), et s'inscrit donc dans l'une des polémiques centrales des années 1820-1830. Cette controverse oppose, entre autres, Georges Cuvier, Bory de Saint-Vincent, Louis Antoine Desmoulins et Virey autour de l'origine et de l'âge de l'Homme. Auteur en 1801 d'un texte sur l’Histoire naturelle de l’Homme (qui reparait en 1824) Virey s'intéresse à ces questions depuis fort longtemps. Paul Broca et Armand de Quatrefages le rangent parmi les précurseurs du questionnement anthropologique sans pour autant souscrire à toutes ses idées.

## Jugements sur son œuvre
Dans la notice nécrologique de Virey parue en 1846 dans les Archives générales de médecine, on lui reproche son manque « d’esprit scientifique, cette solidité de pensée qui seuls donnent de la consistance aux écrits et leur impriment une valeur réelle. Monsieur Virey ne se garda pas assez de son imagination et de ses tendances un peu vagabondes ». Virey dispose pourtant d’un « style brillant mais un fond ténu. » A tel point, que l’on se demande, à l'exemple d'Émile Littré si Virey n’aurait pas été un « songe-creux », et qu’il « affectait de beaucoup songer » alors qu’il « entretint continuellement des pensées chimériques ».
À l'image d'autres savants de cette époque, qui sont restés sans spécialisation affirmée, et en s’intéressant à beaucoup de domaines très différents, Virey subit un jugement négatif de la part de ses collègues et successeurs scientifiques.
L’histoire des sciences l’avait un peu « oublié » avant les travaux de Pietro Corsi et de Claude Blanckaert.

## Œuvre
- Histoire naturelle des Médicamens, des Alimens et des Poisons. Rémont, Paris 1820 Digitale
- L'Histoire naturelle du genre humain. Dufart, an IX, (Paris 1800 ou 1801)  et